# 立憲デモクラシーの会
立憲デモクラシーの会（りっけんデモクラシーのかい）とは日本の市民団体。共同代表は山口二郎、樋口陽一。2014年4月18日設立。

## 沿革・概要
2014年1月24日、安倍晋三首相は施政方針演説で、集団的自衛権の行使を容認する憲法解釈の変更について言及。「対応を検討する」と述べ、変更に意欲を示した。これを受けて同年4月18日、法学者・政治学者を中心に約50人が呼びかけ人となり、安倍内閣の方針に対抗するべく、設立された。共同代表は樋口陽一、山口二郎、奥平康弘。同日に衆議院第二議員会館で行われた記者会見には、山口二郎、奥平康弘、中野晃一、石川健治、杉田敦、三浦まりら10人が出席。奥平は「安倍政権の下で、立憲主義とデモクラシーはともに危機的状況にある。私たちには、異議申し立てをする義務がある」と述べた。
呼びかけ人には法学や政治学のみならず、人文科学や自然科学の分野からも学者が名を連ねている。
街頭において政治運動を行っていることもある。翌2015年に集団的自衛権を具体化する安保法制の法案審議が行われた際には、法案の撤回を求めて積極的に活動を行った。同法案審議の過程で地方公聴会が行われ、与党は特別委員会で締めくくりの質疑を行おうとしている2015年9月16日には参議院議員会館前に赴き、13人の学者が可決後も運動を終わらせずに、賛成議員の落選運動や違憲訴訟や文化の創りあげるなど、これからの思いを演説した。他の団体とともに活動を行っていることもある。
2015年12月20日、「安全保障関連法に反対する学者の会」「立憲デモクラシーの会」「戦争させない・9条壊すな!総がかり行動実行委員会」「SEALDs」「安保関連法に反対するママの会」の5つの団体の有志は、参議院一人区での野党統一候補擁立を目指し、連合組織である「安保法制の廃止と立憲主義の回復を求める市民連合」（略称：市民連合）を結成した。

## 呼びかけ人
共同代表
- 樋口陽一（東京大学名誉教授・憲法学）
- 山口二郎（法政大学・政治学）
- （故）奥平康弘（東京大学・憲法学（元共同代表））

憲法学(法学)関係
- 愛敬浩二（名古屋大学・憲法学）
- 青井未帆（学習院大学・憲法学）
- 阿部浩己（神奈川大学・国際法学）
- 蟻川恒正（日本大学・憲法学）
- 石川健治（東京大学・憲法学）
- 稲正樹（元国際基督教大学・憲法学）
- 君島東彦（立命館大学・憲法学）
- 木村草太（首都大学東京・憲法学）
- 小林節（慶應義塾大学名誉教授・憲法学）
- 阪口正二郎（一橋大学・憲法学）
- 高見勝利（上智大学・憲法学）
- 高山佳奈子（京都大学・刑事法学）
- 谷口真由美（大阪国際大学・国際人権法）
- 中島徹（早稲田大学・憲法学）
- 長谷部恭男（早稲田大学・憲法学）
- 水島朝穂（早稲田大学・憲法学）
- 最上敏樹（早稲田大学・国際法学）

政治学関係
- 石田憲（千葉大学・政治学）
- 伊勢崎賢治（東京外国語大学・平和構築）
- 宇野重規（東京大学・政治学）
- 遠藤乾（北海道大学・国際政治学）
- 遠藤誠治（成蹊大学・国際政治学）
- 大竹弘二（南山大学・政治学）
- 岡野八代（同志社大学・政治学）
- 小原隆治（早稲田大学・政治学）
- 五野井郁夫（高千穂大学・政治学）
- 齋藤純一（早稲田大学・政治学）
- 酒井啓子（千葉大学・国際政治学）
- 白井聡（京都精華大学・政治学）
- 杉田敦（法政大学・政治学）
- 千葉眞（国際基督教大学・政治学）
- 中北浩爾（一橋大学・政治学）
- 中野晃一（上智大学・政治学）
- 西崎文子（東京大学・政治学）
- 前田哲男（軍事評論家）
- 三浦まり（上智大学・政治学）
- 柳澤協二（国際地政学研究所）
- （故）坂本義和（東京大学名誉教授・政治学）

経済学関係
- 大沢真理（東京大学・社会保障論）
- 金子勝（慶應義塾大学・経済学）
- 高橋伸彰（立命館大学・経済学）
- 中山智香子（東京外国語大学・社会思想）
- 浜矩子（同志社大学・経済学）
- 水野和夫（日本大学・経済学）
- 諸富徹（京都大学・経済学）

社会学関係
- 市野川容孝（東京大学・社会学）
- 上野千鶴子（立命館大学・社会学）
- 大澤真幸（元京都大学教授・社会学）

人文学関係
- 色川大吉（歴史学）
- 臼杵陽（日本女子大学・中東地域研究）
- 内田樹（神戸女学院大学名誉教授・哲学）
- 加藤陽子（東京大学・歴史学）
- 桂敬一（元東京大学教授・社会情報学）
- 國分功一郎（高崎経済大学・哲学）
- 小森陽一（東京大学・日本文学）
- 佐藤学（学習院大学・教育学）
- 島薗進（上智大学・宗教学）
- 高橋哲哉（東京大学・哲学）
- 林香里（東京大学・マス・コミュニケーション）
- 西谷修（立教大学・思想史）
- 三島憲一（元大阪大学教授・ドイツ思想）
- 山室信一（京都大学・歴史学）
- 鷲田清一（大谷大学・哲学）

自然科学関係
- 池内了（名古屋大学名誉教授・宇宙物理学）
- 益川敏英（京都産業大学・理論物理学）

経済界
- 丹羽宇一郎（元中国大使）